# Infiniti QX30
La Infiniti QX30 è un crossover SUV compatto costruito dalla casa automobilistica giapponese Infiniti dal 2016 al 2019.

## Profilo e contesto

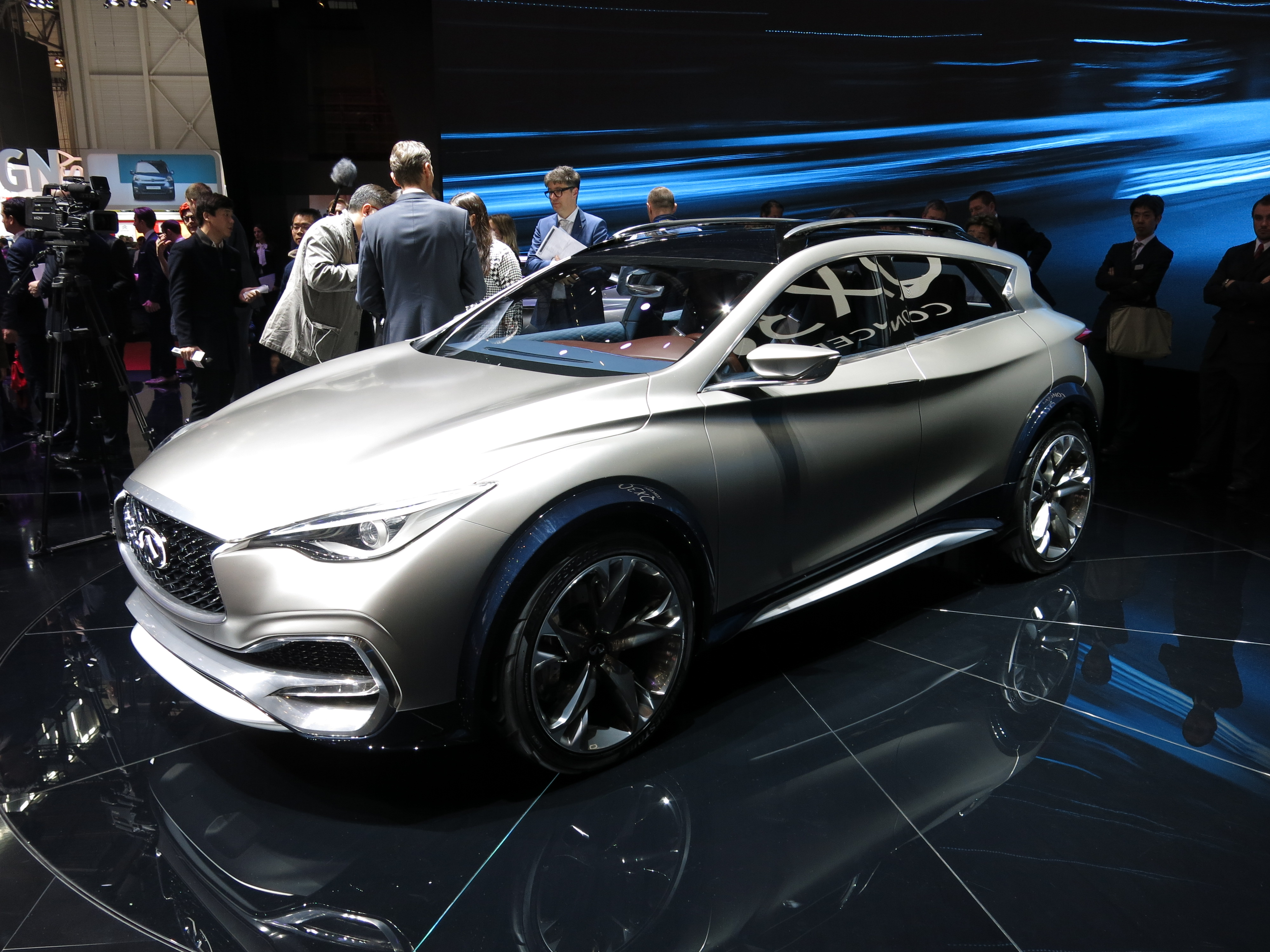
QX30 Concept

La Infiniti QX30 è essenzialmente la versione SUV della Q30, dalla quale riprende ne riprende anche il design, creata attraverso una partnership tra il gruppo Renault-Nissan e la Mercedes-Benz.
La QX30 è stata anticipata dall'omonima concept car, presentata nel 2015 al salone dell'automobile di Ginevra ed in seguito anche al salone dell'automobile di New York, caratterizzata da una carrozzeria con ruote di grandi dimensioni circondate da passaruota maggiorati e bruniti, con paraurti anteriore cromato-satinato.
La versione per la produzione in serie in veste definitiva è stata presentata al salone di Los Angeles nel novembre 2015. Basata sulla medesima piattaforma e meccanica della Mercedes-Benz Classe A (W176) e della Mercedes GLA, la vettura è stata costruita nello stabilimento Nissan di Sunderland, nel Regno Unito, con i motori che venivano assemblati in Germania. L'unica trasmissione disponibile è un cambio automatico a doppia frizione a sette velocità, abbinata alla trazione anteriore o in opzione a quella integrale per la versione a benzina, mentre quest'ultima era di serie su quella a gasolio 
In Italia è stata importata con due motorizzazioni: un 2.0 litri (1991 cm³) turbo benzina con 208 CV e un 2,2 litri (2143 cm³) a gasolio da 170 CV origine Mercedes. La produzione è stata interrotta nel luglio 2019 dopo solo tre anni circa di produzione, con il contestuale ritiro da parte del costruttore nipponico dal mercato europeo.